# Cyanopterus amorosus
Cyanopterus amorosus är en stekelart som först beskrevs av Kohl 1906.  Cyanopterus amorosus ingår i släktet Cyanopterus och familjen bracksteklar. Inga underarter finns listade i Catalogue of Life.